# 目線を上げろ
『目線を上げろ』（めせんをあげろ）は2009年10月21日にリリースされた、甲斐バンド14作目のオリジナル・アルバム。

## 概要
甲斐バンドと甲斐よしひろデビュー35周年を記念し制作された。
甲斐バンドとしては、2001年発表『夏の轍』から8年ぶりのオリジナル・アルバム。
発売日のデイリーチャートで第9位を記録。ジャケットの題字は書道家の紫舟による。
オリジナル・メンバーでギタリストの大森信和逝去後、初めて3人体制でのオリジナル・アルバム発表。正しいアーティスト・クレジットは『甲斐バンド sometimes KAI YOSHIHIRO』であり、11曲中3曲は甲斐よしひろのソロ・プロジェクトとなっている。
楽曲は、新曲・リメイク・カバー・セルフカバー…とオリジナル・アルバムの域を超えた構成となっている。
初回盤は外箱付のジャケットで、デザインが通常盤と異なる。
秘蔵映像・ジャケット写真メイキングを収録した特典DVD付。

## 収録曲
1. エメラルドの爪先
  - 新曲。MVも制作された。
2. ひかりのまち
  - TOKIOへの提供曲。ソロ・プロジェクト・テイクも存在する。
3. 目線を上げて
  - 新曲。MVも制作された。
4. ラン･フリー（スワン･ダンスを君と）
  - TOKIOへの提供曲。
5. 朝まで待てない
  - ソロ・プロジェクト。モップスのカバー。
6. 世界で一番あまいメロディー
  - 新曲。MVも制作された。
7. 冬の理由
  - 新曲。
8. 浮気なスー
  - ソロ・プロジェクト。ディオンのカバー。
9. 胸いっぱいの愛 2008
  - TBS系『はなまるマーケット』エンディングテーマ[4]。1983年発表の10thアルバム『GOLD/黄金』収録曲のリメイク。
10. 立川ドライヴ
  - 土屋公平への提供曲。
11. TOKYO銀河
  - ソロ・プロジェクト。ジェロへの提供曲。

## 初回盤特典DVD
1. BLUE LETTER
  - 1986年6月27日、武道館解散ライブ - 初DVD化
2. シネマクラブ
  - 2008年10月25日、東京国際フォーラム - 初映像化
3. ジャケット撮影メイキング&メンバー・メッセージ
4. 最後の夜汽車
  - 1978年7月23日、日比谷野外音楽堂より - 初映像化